# Katerînivka
Katerînivka (în ucraineană Катеринівка; până în 2016, Iuvileine, în ucraineană Ювілейне) este o așezare de tip urban din orașul regional Luhansk, regiunea Luhansk, Ucraina. În afara localității principale, nu cuprinde și alte sate.

## Demografie
Componența lingvistică a așezării de tip urban Katerînivka
     Rusă (80,59%)
     Ucraineană (18,89%)
     Alte limbi (0,25%)
Conform recensământului din 2001, majoritatea populației așezării de tip urban Katerînivka era vorbitoare de rusă (80,59%), existând în minoritate și vorbitori de ucraineană (18,89%).